# British United Air Ferries
British United Air Ferries (BUAF) est une compagnie britannique indépendante de passager et de ferry aérien basée au Royaume-Uni créée en 1963, spécialisée dans les vols de ferry transmanche transportant des voitures et leurs propriétaires entre ses nombreuses bases situées dans l'Angleterre du Sud-Est, les îles Anglo-Normandes et l'Europe continentale. Elle opère également des vols tout passagers. L'entreprise cesse ses activités en 2001.

## Histoire

### Naissance de la British United Air Ferries
La BUAF naît, le 1er janvier 1963, de la fusion de Channel Air Bridge (en)  et de Silver City Airways,,. La nouvelle compagnie aérienne est une filiale d’Air Holdings, elle-même filiale de British and Commonwealth Holdings (en) (B & C). Cette structure de propriété, fait de la BUAF une compagnie aérienne sœur de British United Airways (BUA), qui est à l'époque la plus grande compagnie aérienne indépendante du Royaume-Uni et le premier opérateur indépendant régulier du pays.
La BUAF exploite des services de ferry aérien, de passagers, de marchandises et de véhicules, réguliers et non réguliers. Cela comprend des itinéraires réguliers de Southend, Lydd Ferryfield et Hurn vers dix destinations situées dans les îles Anglo-Normandes et en Europe continentale. Les ATL-98 exploitent ce que la compagnie aérienne appelle des liaisons à destinations plus lointaines vers Bâle, Genève et Strasbourg.
Les Bristol Superfreighter desservent Jersey, Guernesey, Cherbourg, Le Touquet- Paris-Plage, Calais, Ostende et Rotterdam .
Les services réguliers de la compagnie aérienne entre le Royaume-Uni, Le Touquet et Ostende font partie des opérations conjointes avec les sociétés de chemins de fer reliant les capitales respectives à chaque extrémité. Celles-ci sont exploitées conjointement avec la Société nationale des chemins de fer français (SNCF) et la Société nationale des chemins de fer belges (SNCB). Un service de ferry aérien de véhicules entre Southend et Ostende fonctionne six fois par jour, exploité conjointement par la Sabena. Ce service, qui est lancé par Air Charter, en partenariat avec Sabena en 1957 avec trois Superfreighters dédiés et arborant toute la livrée de Sabena et que BUAF a hérité de Channel Air Bridge, s'est poursuivi jusqu'en 1964 . Les services de transport par autocar sont fournis par des opérateurs de bus locaux entre le Royaume-Uni, la France, la Belgique, les Pays - Bas et la Suisse via Calais, Ostende, Rotterdam et Bâle.
De plus, des Freighters / Super Freighters, configurés en version tout passagers, sont utilisés pour des voyages organisés pour le compte de BUA (Services) Ltd. La compagnie aérienne sœur BUA (CI) utilise les anciennes routes de Silver City reliant le nord de l'Angleterre aux îles Anglo-Normandes et au continent.

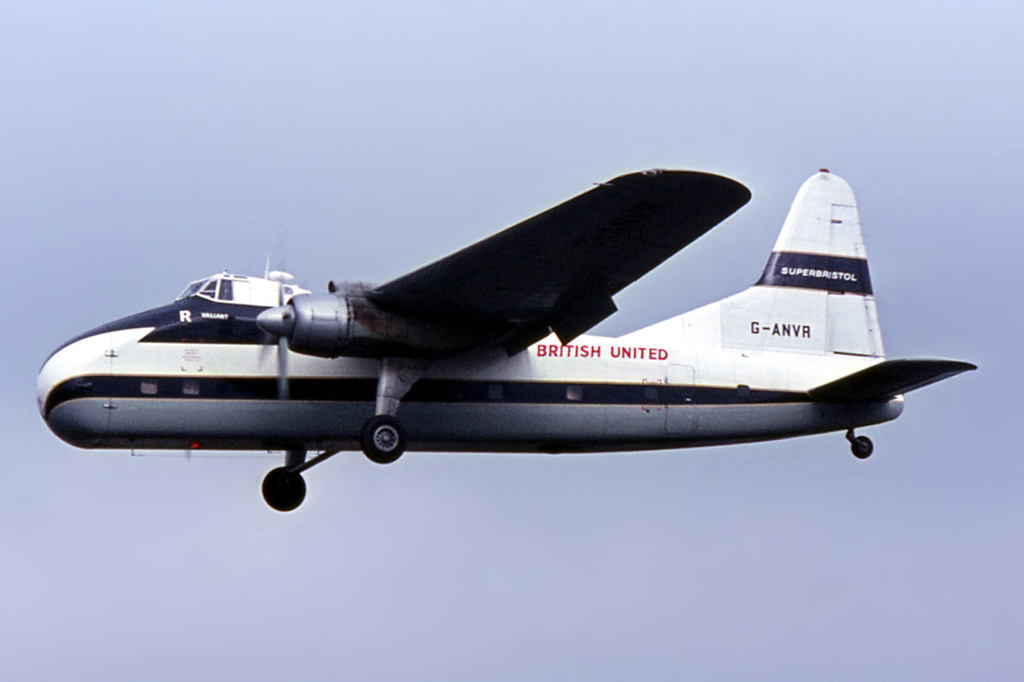
Le Bristol Superfreighter Valiant de British United Air Ferries en 1966.

La BUAF ajoute des liaisons reliant Southampton à Rotterdam, Ostende, Calais, Deauville, Le Touquet-Paris-Plage, Jersey, Guernesey, Dinard et Cherbourg à son réseau de lignes régulières, tout en interrompant ses liaisons à destinations plus lointaines vers Bâle, Genève et Strasbourg, car celles-ci génèrent un trafic insuffisant pour être une opération viable. Certaines des nouvelles routes, au départ de Southampton, font partie des opérations rail-air en collaboration avec les compagnies de chemin de fer nationales française et belge,.

### BUAF devient British Air Ferries
À la suite de la réorganisation du groupe de sociétés BUA par B & C en 1967, la BUAF devient British Air Ferries (BAF) en septembre 1967,,,,,.
En octobre 1971, la propriété de BAF passe d’Air Holdings à la famille Keegan,.
En 1972, BAF devient une filiale à part entière de Transmeridian Air Cargo (TMAC), une compagnie aérienne tout cargo basée à Stansted et contrôlée par la famille Keegan.

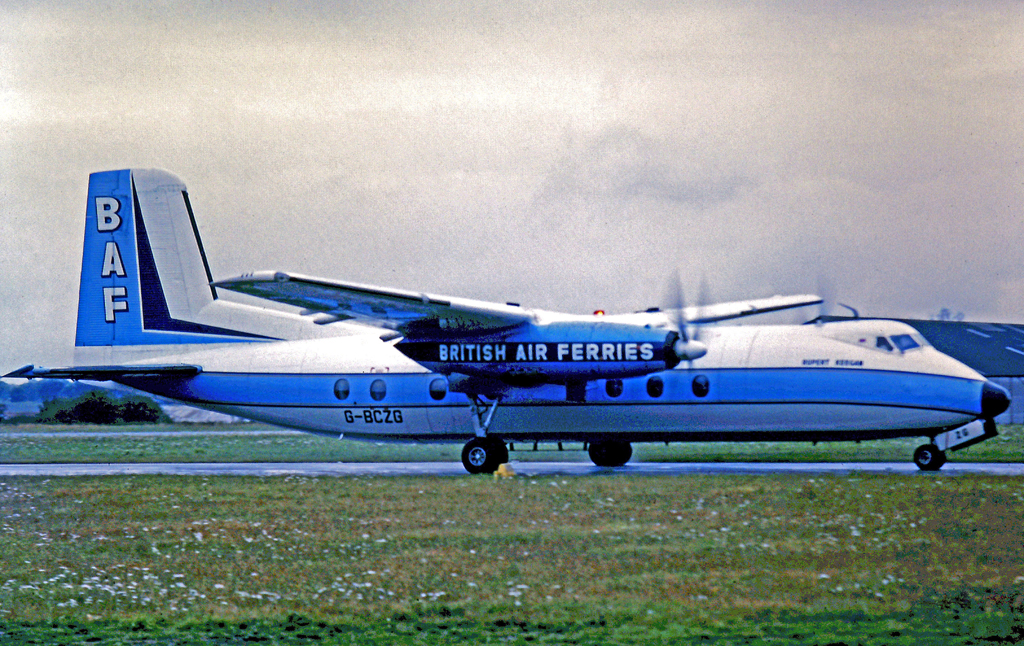
Un Handley Page Dart Herald de British Air Ferries à l'aéroport de Londres-Southend en 1976.

En 1975, le BAF commence à remplacer ses Carvairs restants par des Handley Page Dart Herald à turbopropulseurs sur ses routes transmanches reliant Southend avec Le Touquet-Paris-Plage, Ostende et Rotterdam. Cela aboutit à la conversion de ces services en vols réguliers de passagers et au transfert des Carvairs en vols cargo,,.
Le 1er janvier 1977, BAF exploite son dernier service de ferry pour voitures,. Plus tard la même année, le 31 octobre, le BAF Herald G-BDFE qui assure le vol inaugural de la compagnie aérienne entre Southend et Düsseldorf, sous le commandement du capitaine Caroline Frost, et le premier officier Lesley Hardy, devient le premier avion de ligne britannique piloté par un équipage entièrement féminin.
Le 1er janvier 1979, BAF transfère l'ensemble de ses activités, y compris les avions associés et le personnel, à British Island Airways (BIA),,.
À la suite de la décision de British Airways de se retirer de ses liaisons régionales déficitaires et de retirer sa flotte d’avions Vickers Viscount, BAF acquiert la totalité de la flotte, constituée de 18 personnes ainsi que le stock de pièces détachées au début des années 1980. Cette acquisition en fait le plus grand opérateur Viscount au monde à l'époque,,,,.
À la suite des changements que la compagnie aérienne subit à la fin des années 1970 et au début des années 1980, BAF se concentre sur les activités de leasing, de charter et de soutien à l'industrie pétrolière,,,,,,,.
En 1983, les Keegans mettent certaines de leurs entreprises en redressement judiciaire et en mars de cette même année, vendent le nom British Air Ferries ainsi que des lignes aériennes commerciales au groupe d'investissement Jadepoint pour 2 millions de £,,.
Les difficultés financières croissantes du groupe d'investissement Jadepoint ont pour résultat que BAF est placé sous administrateur judiciaire en janvier 1988 ,. Une nouvelle société de holding, appelée Mostjet, est créée en l'espace d'un an, pour permettre à la compagnie aérienne de ne plus être sous administrateur judiciaire à partir de mai 1989,,.

### BAF devient British World Airlines
En avril 1993, la BAF est renommée British World Airlines (BWA), code OACI BWL,. Son siège est à Viscount House, aéroport de Londres-Southend.
À la suite de la livraison du premier ATR 72 de BWA le 1er avril 1996, la compagnie aérienne convertit ses trois Viscounts tout passager en avions cargo,,. Le 18 avril de la même année, le Viscount G-APEY de BWA exploite le dernier vol de ce type, marquant le 43e anniversaire de l'entrée du Viscount en service aérien avec British European Airways (BEA).
Le 14 décembre 2001, BWA cesse ses activités, en raison du climat difficile des affaires pendant le ralentissement qui a suivi les attentats du 11 septembre 2001,.

## Détail de la flotte

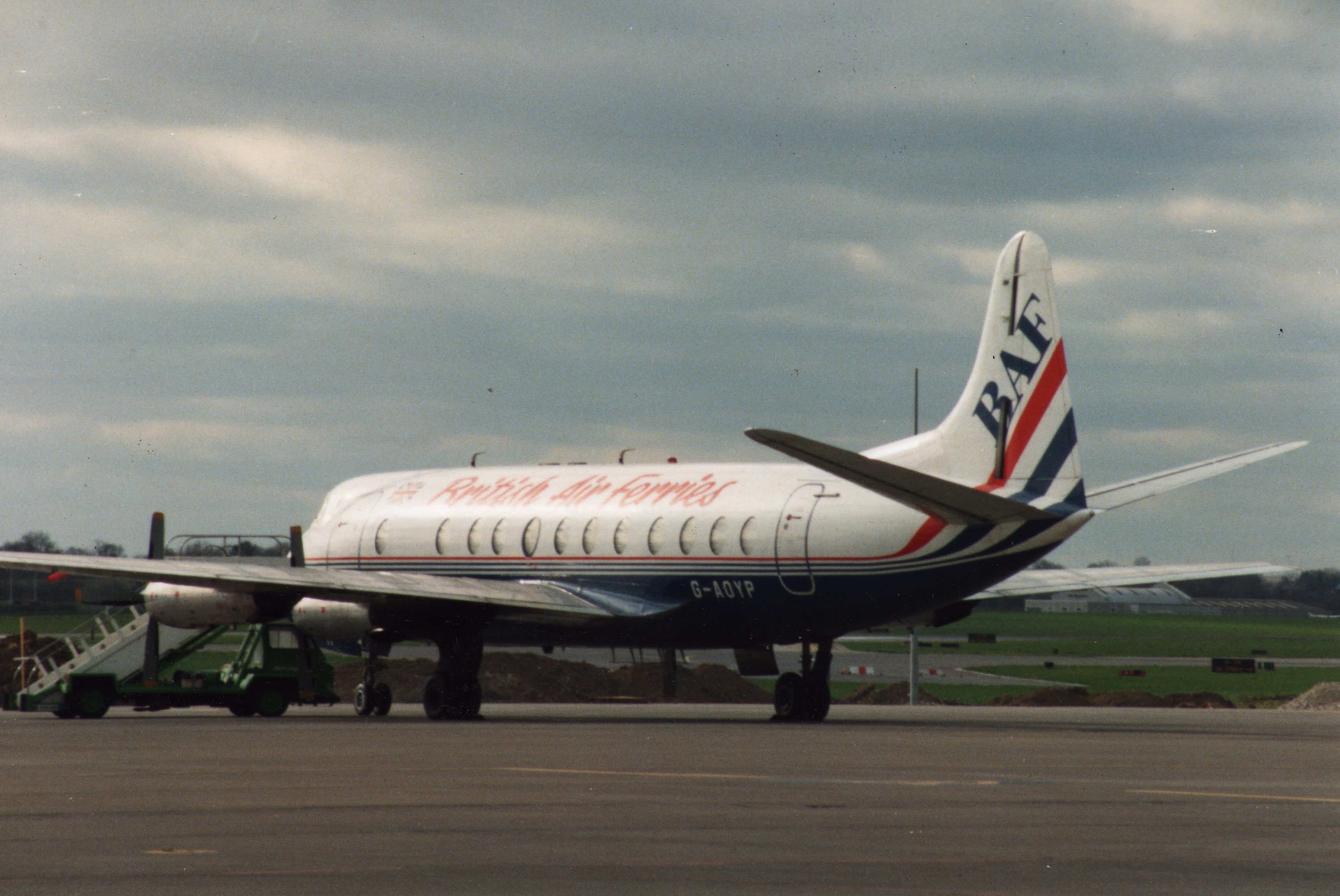
Un British Air Ferries, Vickers Viscount à l'aéroport international de Dublin en 1993.

### BUAF / BAF / BWA exploitent les types d’avions suivants
- ATL-98 (BUAF / BAF) ;
- ATR 72-200 (BWA) ;
- BAC One-Eleven 200 (BAF) / 500 (BWA) ;
- BAe ATP (BWA) ;
- BAe 146 -100 (BAF) / 200 (BAF) / 300 (BWA) ;
- Bristol 170 Freighter Marque 21E (BUAF) ;
- Bristol 170 Freighter Mark 31 (BUAF) ;
- Bristol 170 Superfreighter Mark 32 (BUAF / BAF) ;
- Boeing 727-200 (BAF) ;
- Boeing 737 -300 (BWA) ;
- Boeing 757-200 (BWA) ;
- Canadair CL-44 (BAF) ;
- Fokker F-27 600 (BAF) ;
- Handley Page Dart Herald 200 (BAF) ;
- Hawker Siddeley HS 125 (BAF) ;
- McDonnell-Douglas MD-80 (BAF) ;
- Shorts 330 (BAF) ;
- Short 360 (BAF) ;
- Vickers Viscount 800 (BAF / BWA).

### Aéroglisseur
- Hovercraft Vickers VA3 (British United Airways)[39],[40]

### Répartition, du type et du nombre d'avions et du nombre d'employés, par année

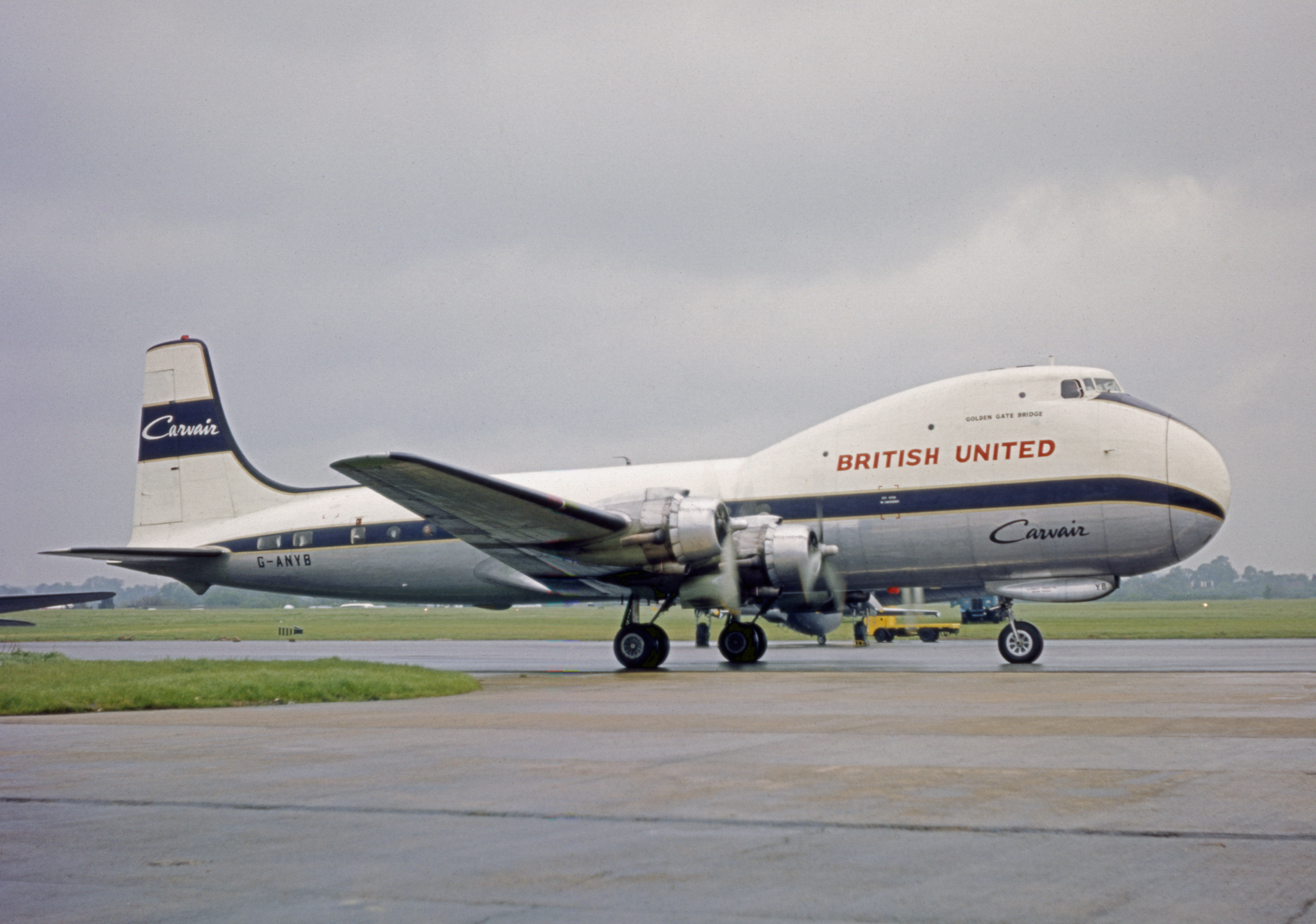
Un ATL 98 Carvair G-ANYB de British United Air Ferries à Southend en 1966.

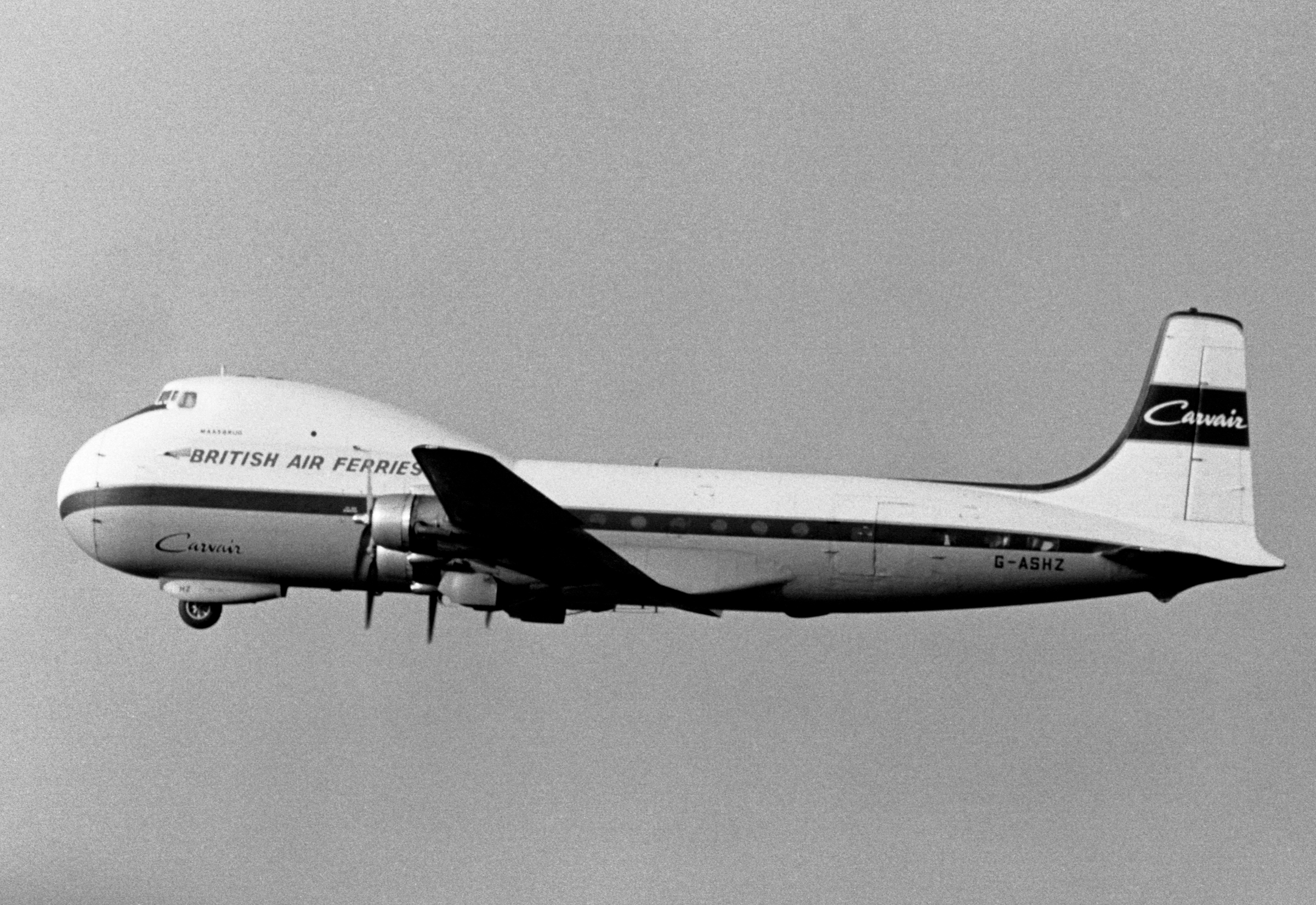
Un ATL 98 Carvair G-ASHZ de British Air Ferries à Southend en 1967.

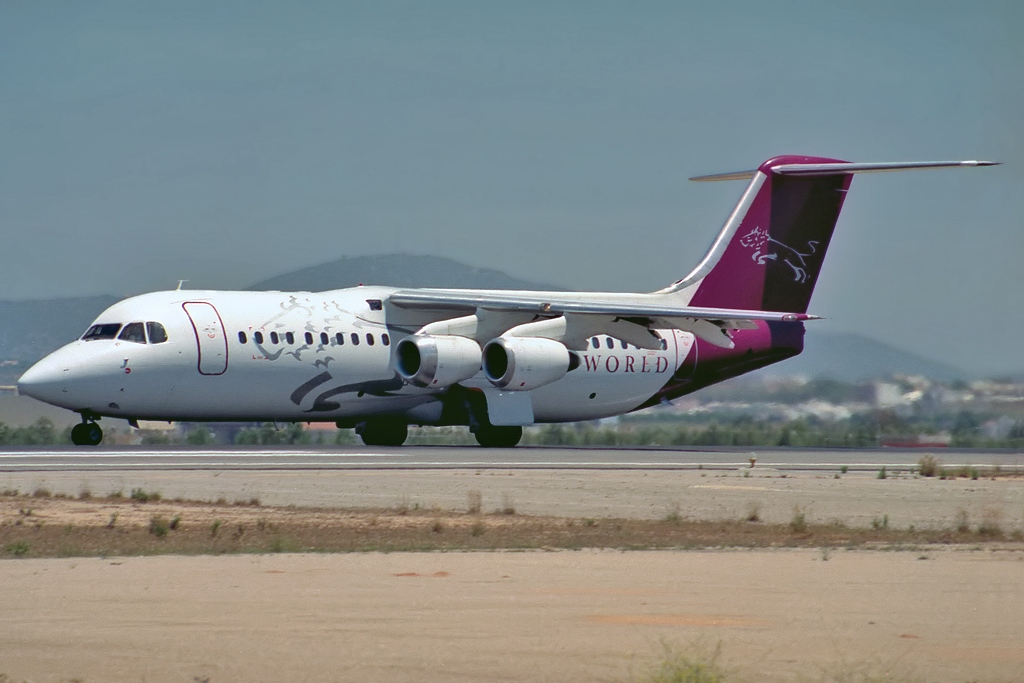
British Aerospace BAe 146-300 de British World Airlines

À l'époque de la BUAF, tous les avions ont reçu un nom individuel.

## Apparition au cinéma et à la télévision
Les avions BUAF sont apparus dans les longs métrages et séries télévisées suivants: 
- Dans les premières scènes du film That Riviera Touch de 1966, Eric Morecambe et Ernie Wise, mieux connus sous le nom de Morecambe et Wise, ainsi que leur vieille voiture, s'envolent pour Le Touquet à bord d'un super-cargo BUAF Bristol.
- On voit un super-cargo BUAF dans le film Hysteria de 1965 pilotant Robert Webber et sa petite amie à l'étranger.
- Un BUAF Carvair transporte Auric Goldfinger et sa voiture dans le film James Bond Goldfinger de l'aéroport de Southend à Genève .
- Un BUAF Carvair est présenté dans plusieurs scènes brèves (chargement, décollage, roulage de voitures) dans l'épisode de The Sentimental Agent (six), intitulé 'Meet my fils Henry'.
- Le service de ferry de la BUAF est présenté dans l'épisode "Racist" de la série d'Anthony Quayle, The Strange Report .
- Un avion BUAF est vu dans la scène d'ouverture du clip vidéo de la chanson " Do-Wah-Doo ". La chanson "Do-Wah-Doo" est interprétée et écrite par Kate Nash. Il est sorti début 2010.
- Albert Finney et Audrey Hepburn utilisent un service de ferry-aérien BUAF dans le film Two for the Road de Stanley Donen .
- Des avions de la BAF apparaissent à l'arrière-plan de scènes filmées à l'aéroport de Jersey à plusieurs reprises dans la série policière de la BBC, Bergerac .
- Un BUAF 737 apparaît dans l'épisode 11 de la série 4 de Airline, qui assure un service entre Londres Luton et Palma, à Majorque.

## Pour approfondir

### Lecture complémentaire
(en) Ian Allan Publishing, « Aircraft (Gone but not forgotten: British Air Ferries) », mensuel,‎ octobre 2010, p. 52–58 (ISSN 2041-2150, (Aircraft Illustrated), consulté le 1er octobre 2019)